# 利松河畔屈塞
利松河畔屈塞（法語：Cussey-sur-Lison，法語發音：[kysɛ syʁ lizɔ̃]）是法国杜省的一个市镇，位于该省西部偏南，属于贝桑松区。2022年，市镇利松河畔沙蒂永并入利松河畔屈塞。

## 地理
利松河畔屈塞（47°3'35"N, 5°57'20"E）面积8.55 平方千米，位于法国勃艮第-弗朗什-孔泰大區杜省，该省份为法国东部内陆省份，北起上索恩省，西接汝拉省，东部及东南部与瑞士接壤，东北部与贝尔福地区省接壤。
与利松河畔屈塞接壤的市镇（或旧市镇、城区）包括：鲁镇、吕雷、利济讷、埃谢、勒瓦勒、古苏朗代。
利松河畔屈塞的时区为UTC+01:00、UTC+02:00（夏令时）。

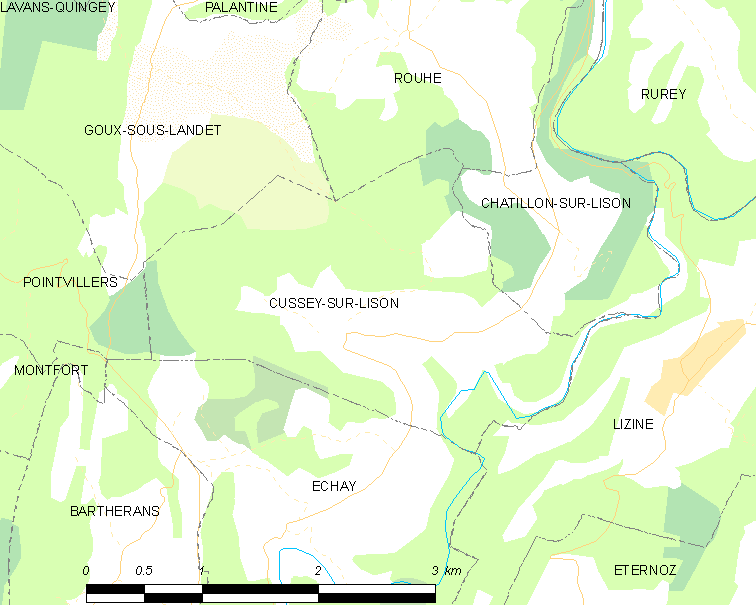
利松河畔屈塞的OSM定位图

## 行政
利松河畔屈塞的邮政编码为25440，INSEE市镇编码为25185。

## 政治
利松河畔屈塞所属的省级选区为圣维特县。

## 人口

1962-2008年间利松河畔屈塞人口变化图示

利松河畔屈塞于2022年1月1日时的人口数量为68人。